# Danh sách quả bóng thi đấu chính thức của Giải vô địch bóng đá châu Âu
Dưới đây là những quả bóng đã được sử dụng tại các giải vô địch bóng đá châu Âu.
| Năm  | Bóng thi đấu chính thức | Nhà chế tạo | Thông tin thêm                                                                |
| ---- | ----------------------- | ----------- | ----------------------------------------------------------------------------- |
| 1968 | Telstar Elast           | Adidas      | Đây là giải vô địch đầu tiên sử dụng quả bóng này.                            |
| 1972 | Telstar Durlast         | Adidas      | Các biến thể của Telstar gốc.                                                 |
| 1976 | Telstar Durlast         | Adidas      | Các biến thể của Telstar gốc.                                                 |
| 1980 | Tango Italia            | Adidas      | Các biến thể của Tango gốc.                                                   |
| 1984 | Tango Mundial           | Adidas      | Các biến thể của Tango gốc.                                                   |
| 1988 | Tango Europa            | Adidas      | Các biến thể của Tango gốc.                                                   |
| 1992 | Etrusco Unico           | Adidas      | Đây là quả bóng được sử dụng giống như giải vô địch bóng đá thế giới 1990.    |
| 1996 | Questra Europa          | Adidas      | Biến thể thiết kế của Questra.                                                |
| 2000 | Terrestra Silverstream  | Adidas      |                                                                               |
| 2004 | Roteiro                 | Adidas      |                                                                               |
| 2008 | Europass                | Adidas      |                                                                               |
| 2008 | Europass Gloria         | Adidas      |                                                                               |
| 2012 | Tango 12                | Adidas      |                                                                               |
| 2012 | Tango 12 Final Kyiv     | Adidas      |                                                                               |
| 2016 | Beau Jeu                | Adidas      | Các yếu tố của Adidas Brazuca trong một thiết kế mới.                         |
| 2016 | Fracas                  | Adidas      | Các yếu tố của Adidas Brazuca trong một thiết kế mới.                         |
| 2020 | Uniforia                | Adidas      | Các yếu tố của Adidas Telstar 18 trong một thiết kế mới.                      |
| 2020 | Uniforia Finale         | Adidas      | Các yếu tố của Adidas Telstar 18 trong một thiết kế mới.                      |
| 2024 | Fussballliebe           | Adidas      | Đây là quả bóng đầu tiên dành cho UEFA Euro có "Công nghệ bóng được kết nối". |
| 2024 | TBD                     | Adidas      | Đây là quả bóng đầu tiên dành cho UEFA Euro có "Công nghệ bóng được kết nối". |